# タシュケント国立経済大学
タシュケント国立経済大学(ウズベク語: Toshkent Davlat Iqtisodiyot Universiteti , Тошкент Давлат Иқтисодиёт Университети、略称:TSEU)は経済学の分野におけるウズベキスタンおよび中央アジアで最大規模の高等教育機関の一つである。前身はタシュケント経済学研究所である。5学部・28学科で修士課程および第二学位課程を有する。
約1万人の学生が在籍しており中央アジアで最大規模の経済大学の一つとなっている。 大学はさらに機能研究として、ウズベキスタンにおける経済学に関する教育を弛まなく提供し続けている。TSEU はウズベキスタンで最初のインターナショナル・アメリカンスタイル・ビジネススクールであり、アメリカ合衆国やグレートブリテン、ドイツにある著名な大学と提携を結ぶことにより、好評を得ている。大学は中央アジア最大の図書館を所有している。また経済学研究所、ビジネス研究所、職業訓練および社員の再教育機関、専門高等ビジネススクール 、共和党経済学院、 経済学中等教育機関など様々な科学的リサーチ研究所、大学におけるコンサルティングおよびトレーニングセンターとして機能している。TSUEはウズベキスタン共和国における経済学教育の基幹大学としての役目を果たしている。
600名を超える学部スタッフ職員、3名のウズベキスタン共和国科学アカデミー名誉会員、1名のロシア連邦人文科学アカデミー名誉会員、1名のカザフスタン共和国自然科学アカデミー名誉会員、2名の名誉会員および3名の 労働と雇用国際アカデミーの通信会員、50を超える科学博士、約300の博士号取得者がいる。

## 大学の沿革

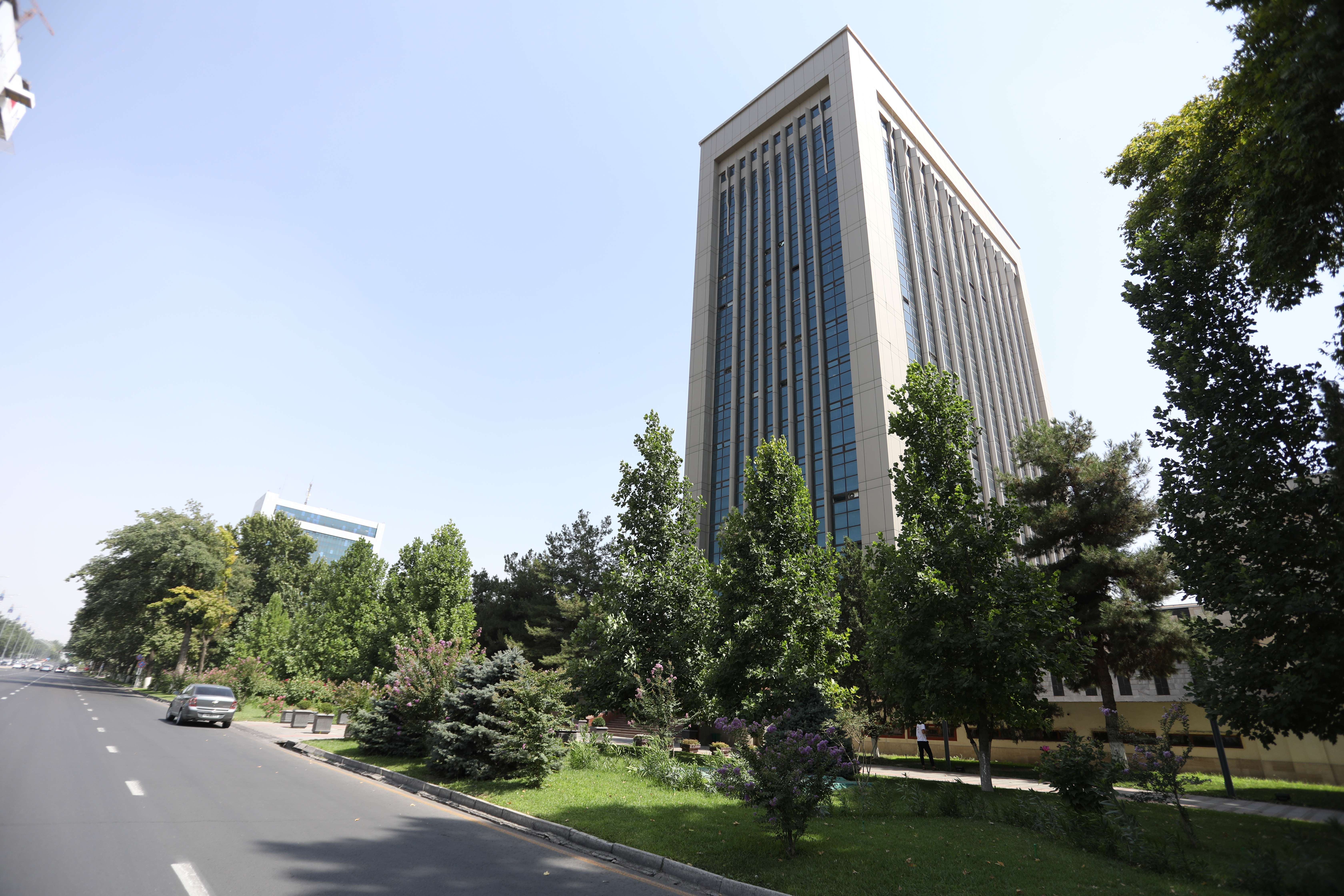

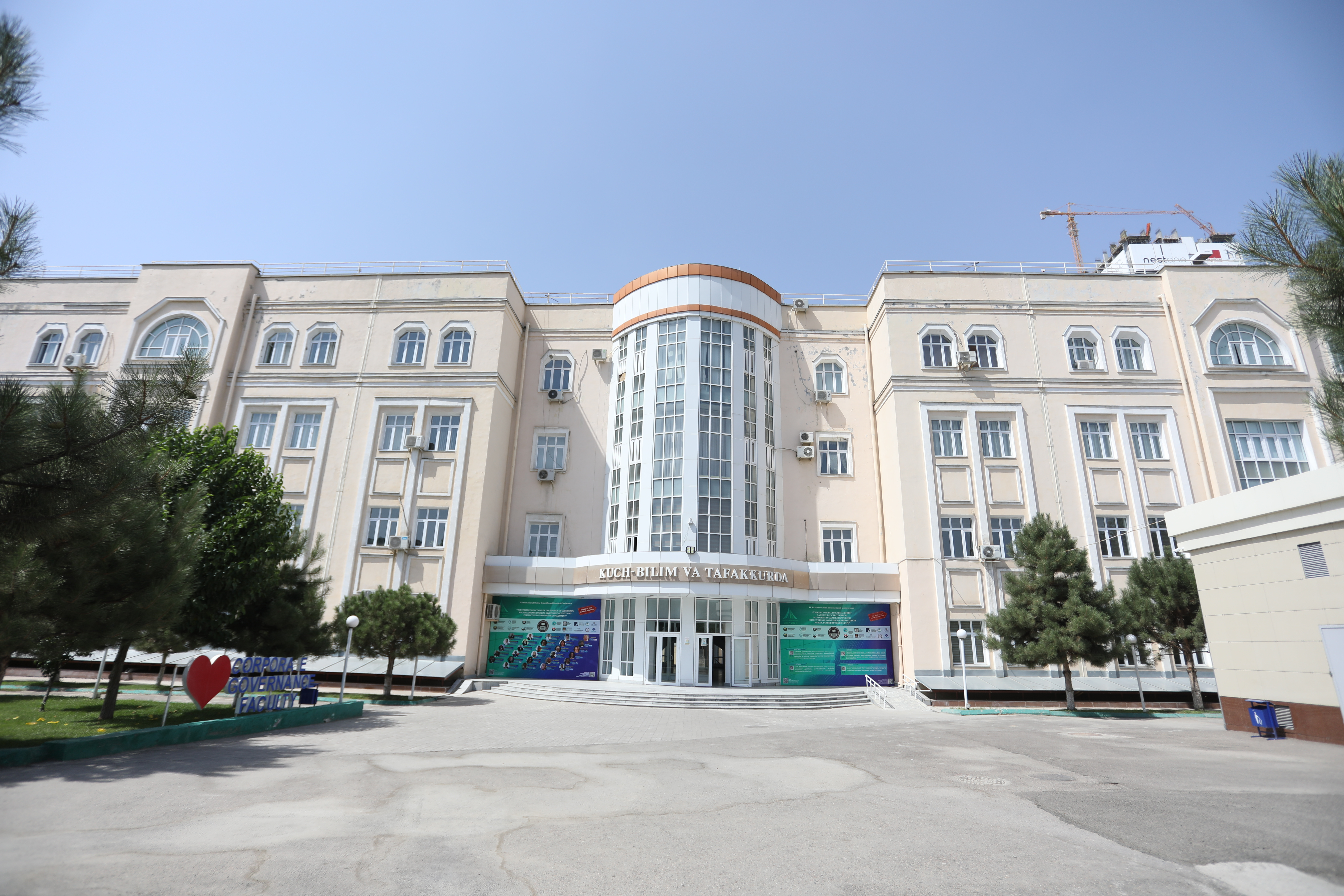

20世紀の初めには、商学の分野で専門家を養成している商科大学は３校のみであった。タシュケント市、コーカンド市、そしてサマルカンド市であった。さらに、経済学の学位取得者不足に関わる体系的な解決策としてその需要が高まった。そしてそれは極めて重要なこととなった。
- 1918 –トゥルキスタン人民大学内組織、商業分野における職業訓練のための短期コース
- 1924 – トゥルキスタン大学社会経済学部内組織、商業分野における職業訓練のための短期コースに基づく
- 1925 – トゥルキスタン大学社会経済学部から社会科学への変遷 　－のちに地域経済学および法学の創設の基礎となる
- 1931 – タシュケントにおける総合科学大学創設の決議が可決。その結果、中央アジア大学と国営貿易と協力の共同研究をおこない、ウズベク国家経済大学へと名称を変更。
- 1931 – 中央アジア金融経済大学の創設。（8月13日）
  - タシュケント金融経済大学へと名称を変更。（8月31日）

この日は毎年タシュケント国立経済大学の創立記念日として祝されている。
- 1946 –レニングラード金融経済大学からタシュケント金融経済大学として法人化される。

第二次大戦中、アルマトゥイに避難
2学部の創設 – 信用経済学部および会計経済学部
- 1947 – 経済計画学部
中央アジア共和国およびカザフスタンでの産業および農業分野における専門家の養成を始める。
- 1948 – 夜間学部の創設。
現役エコノミストの養成を始める。
- 1955 – 公開講座学部の創設。
のちに一般経済学の専門家および会計金融の専門家へと分かれる。
- 1962 – タシュケント金融経済大学からタシュケント国家経済大学へ名称変更
- 1967 – 職業訓練機関
- 1970 – 職業訓練課
- 1968 – 経済サイバネティックス学部
教育課程は数式を多く取り入れため、向上した。
- 1970 – 貿易経済学部の設立
教育課程とビジネス専門家のプログラムは応用ビジネス理論を取り入れたことにより拡大し、向上した。ビジネスにおいて大学から輩出された専門家の幅と経済学の分野は極めて広がった。
- 1973 – タシュケントテキスタイル内大学分校は公開講座学部に基づいて創設された。のちにサマルカンド、カルシ教育コンサルティングセンター、アンディジャン、コーカンドの分校、一般経済学部の公開講座の新分校が創設された。
- 1981 – 労働供給学部の設立
貿易経済学部から分離
- 1991 – タシュケント国家経済大学からタシュケント国立経済大学への変容
1991年6月6日のウズベキスタン共和国大統領令による

## 独立国家ウズベキスタンの発展とともに新学部学科の創設へ
- 1990 – 国際関係学部
- 1992 – 経済学、ビジネス研究所、職業訓練および社員の再教育機関
- 1995 – 国際ビジネス学部
- 1996 – 修士課程
- 1999 – 国際観光学部
- 2018 – 共同教育プログラムTSUEとUSUE (Ural State Universityof Economicsウラル国立経済大学)[1]
- 2019 – 共同教育プログラムTSUEとIMC Krems (Austria)[2]
- 2021 - ダブルディグリー教育プログラムTSUEとロンドン大学, ロンドン大学社会科学部 (L.S.E. the London School of Economics and Political Science)[3]

## 歴代の学長
- Khalikov I.U. 1931—1934
- Seyduzov S.S. 1934—1938
- Sirixov K. A. 1938—1940
- Popov M.G. 1940—1943
- Vlasenko 1943—1945
- Karakozov E.A. 1945—1947
- Tursunov M.T. 1947—1952
- Koriev M.M. 1952—1974
- Iskandarov I.I. 1974—1976
- Sharifkhojayev M.Sh.1976—1986
- Zoidov M.A. 1986—1988
- Gulyamov S.S. 1988—1998
- Alimov R.Kh. 1998—2004
- Gulyamov S.S. 2004—2006
- Khodiyev B.Y. 2006—2010
- Jumayev N.Kh. 2010—2012
- Vohobov A. 2012—2014
- Usmanov B.B. 2014—2015
- Boltaboev M. 2015—2016
- Khodiyev B.Y. 2016—2019
- Sharipov K. 2019— 現在

## 学部
5 学部および修士課程:
- 経済学部
- 経営管理学部
- 会計監査学部
- 情報システム経済学部
- 国際観光学部